# Слатник
Слатник (словен. Slatnik) — поселення в общині Рибниця, регіон Південно-Східна Словенія, Словенія.